# Landkreis Rosenheim
Landkreis Rosenheim is een Landkreis in het zuiden van de Duitse deelstaat Beieren. De Landkreis telt 261.721 inwoners (31 december 2020) op een oppervlakte van 1.439,40 km². Het bestuur zetelt in de stad Rosenheim, die als Kreisfreie Stadt zelf geen deel uitmaakt van de Landkreis.

## Indeling

Landkreis Rosenheim is verdeeld in 46 gemeenten. Drie gemeenten hebben de status stad, vier gemeenten mogen zich Markt noemen. Twee gebieden in Rosenheim zijn niet gemeentelijk ingedeeld. Het bestuur van de Landkreis zetelt in de gelijknamige stad, die als Kreisfreie Stadt geen deel uitmaakt van de Landkreis.
Steden
1. Bad Aibling
2. Kolbermoor
3. Wasserburg am Inn

Märkte
1. Bad Endorf
2. Bruckmühl
3. Neubeuern
4. Prien am Chiemsee

Overige gemeenten
1. Albaching
2. Amerang
3. Aschau im Chiemgau
4. Babensham
5. Bad Feilnbach
6. Bernau am Chiemsee
7. Brannenburg
8. Breitbrunn am Chiemsee
9. Chiemsee
10. Edling
11. Eggstätt
12. Eiselfing
13. Feldkirchen-Westerham
14. Flintsbach am Inn
15. Frasdorf
16. Griesstätt
17. Großkarolinenfeld
18. Gstadt am Chiemsee
19. Halfing
20. Höslwang
21. Kiefersfelden
22. Nußdorf am Inn
23. Oberaudorf
24. Pfaffing
25. Prutting
26. Ramerberg
27. Raubling
28. Riedering
29. Rimsting
30. Rohrdorf
31. Rott am Inn
32. Samerberg
33. Schechen
34. Schonstett
35. Söchtenau
36. Soyen
37. Stephanskirchen
38. Tuntenhausen
39. Vogtareuth

Niet gemeentelijk ingedeeld
1. Rotter Forst-Nord (7,33 km²)
2. Rotter Forst-Süd (3,04 km²)

Aichach-Friedberg · Altötting · Amberg · Amberg-Sulzbach · Ansbach (stad) · Landkreis Ansbach · Aschaffenburg (stad) · Landkreis Aschaffenburg · Augsburg (stad) · Landkreis Augsburg · Bad Kissingen · Bad Tölz-Wolfratshausen · Bamberg (stad) · Landkreis Bamberg · Bayreuth (stad) · Landkreis Bayreuth · Berchtesgadener Land · Cham · Coburg (stad) · Landkreis Coburg · Dachau · Deggendorf · Dillingen an der Donau · Dingolfing Landau · Donau-Ries · Ebersberg · Eichstätt · Erding · Erlangen · Erlangen-Höchstadt · Forchheim · Freising · Feyung-Grafenau · Fürstenfeldbruck · Fürth (stad) · Landkreis Fürth · Garmisch-Partenkirchen · Günzburg · Haßberge · Hof (stad) · Landkreis Hof · Ingolstadt · Kaufbeuren · Kelheim · Kempten im Allgäu · Kitzingen · Kronach · Kulmbach · Landsberg am Lech · Landshut (stad) · Landkreis Landshut · Lichtenfels · Lindau · Main-Spessart · Memmingen · Miesbach · Miltenberg · Mühldorf am Inn · München · Landkreis München · Neuburg-Schrobenhausen · Neumarkt in der Oberpfalz · Neurenberg · Neustadt an der Aisch-Bad Windsheim · Neustadt an der Waldnaab · Neu-Ulm · Nürnberger Land · Oberallgäu · Ostallgäu · Passau (stad) · Landkreis Passau · Pfaffenhofen an der Ilm · Regen · Regensburg (stad) · Landkreis Regensburg · Rhön-Grabfeld · Rosenheim (stad) · Landkreis Rosenheim · Roth · Rottal-Inn · Schwabach · Schwandorf · Schweinfurt (stad) · Landkreis Schweinfurt · Starnberg · Straubing · Straubing-Bogen · Tirschenreuth · Traunstein · Unterallgäu · Weiden in der Oberpfalz · Weilheim-Schongau · Weißenburg-Gunzenhausen · Wunsiedel im Fichtelgebirge · Würzburg (stad) · Landkreis Würzburg
Albaching ·
Amerang ·
Aschau i.Chiemgau ·
Babensham ·
Bad Aibling ·
Bad Endorf ·
Bad Feilnbach ·
Bernau a.Chiemsee ·
Brannenburg ·
Breitbrunn a.Chiemsee ·
Bruckmühl ·
Chiemsee ·
Edling ·
Eggstätt ·
Eiselfing ·
Feldkirchen-Westerham ·
Flintsbach a.Inn ·
Frasdorf ·
Griesstätt ·
Großkarolinenfeld ·
Gstadt a.Chiemsee ·
Halfing ·
Höslwang ·
Kiefersfelden ·
Kolbermoor ·
Neubeuern ·
Nußdorf a.Inn ·
Oberaudorf ·
Pfaffing ·
Prien a.Chiemsee ·
Prutting ·
Ramerberg ·
Raubling ·
Riedering ·
Rimsting ·
Rohrdorf ·
Rott a.Inn ·
Samerberg ·
Schechen ·
Schonstett ·
Söchtenau ·
Soyen ·
Stephanskirchen ·
Tuntenhausen ·
Vogtareuth ·
Wasserburg a.Inn